# レスパスビジョン
レスパスビジョン株式会社（英: L'ESPACE VISION CO.,LTD.）は、日本のポストプロダクション。
オフライン､オンライン編集スタジオ及びMAスタジオと ARRI社製のフィルムスキャナ ARRISCAN､ Filmlight Baselight、DaVinci Resolve､Autodesk Flame、Digital Vision Nucoda Filmmaster、VFX設備を有し､ミュージックビデオ､ライブコンサートビデオ､映画､CM､博覧会映像などの映像編集と音声処理を行う。
近年では撮影現場でのデジタルデータ管理、ワークフローコーディネーターを務める DIT の派遣も行なっている。2018年には3D scan studio irisを運営開始
ファイルワークフローを得意とし、効率的なワークフローを提案している。2015年6月に15年間のファイルワークフローノウハウを活かしたファイルコピーアプリケーション「RapidCopy」をMac OS X向けに開発し・Mac App Storeにて販売開始している。

## 会社概要

### 概要
ファイルワークフローに関して多くのノウハウを有し、映像編集、音声処理、VFX制作、フィルムならびに各種メディアの変換、各種処理を業務とするDCP（デジタルシネマ）対応可能なポストプロダクション。
映像オフライン業務の効率的作業を実現するためにＶＨＳとテープシンクロナイザ、およびブランキングスイッチャを利用した「マルチオフラインシステム」を現代表者が協力業者とともに開発し、スタジオサービスの提供を開始したことに始まる。その後は着実に設備と人員の拡充を行い、ハイエンドな作業に対応できるポストプロダクションとして業務を行っている。
2014年には、映画・ドラマの制作プロダクション会社「レスパスフィルム株式会社」を設立。
2024年6月4日、レコーディング&ポストプロダクション会社「サウンド・シティ」に全株を譲渡。同社にグループインする。

### 所在地
東京都渋谷区千駄ヶ谷4-26-15秀和代々木駅前ビル
- 5F スタジオ
- 4F 事務所,スタジオ
- 3F スタジオ
- B1 スタジオ
- B2 スタジオ

### 役員
- 取締役会長：鈴木仁行（前代表取締役社長）
- 代表取締役社長：明地権（サウンド・シティ代表取締役社長）
- 取締役：高橋和久、柄木田英俊、栗谷川純、中島陸巳

### 主な設備

#### オンライン編集
- Autodesk Flame Premium 2式
- Autodesk Flame Assist 7式

#### カラーグレーディング
- FilmLight Baselight Blackboard 2
- Blackmagic DaVinci Resolve STUDIO 5式
- Digital Vision Nucoda Filmmaster 3式

#### 音声編集
- Avid | Pro Tools

#### オフライン編集
- Adobe Premiere Pro CC

#### デジタルシネマ
- Christie CP2415-Xe
- Dolby Integrated Media Server IMS3000

#### VFX Studio "steam studio"
- Autodesk 3ds Max
- Autodesk MAYA
- MAXON CINEMA 4D
- Side Effects Houdini FX
- Massive
- SynthEyes
- ZBrush
- The Foundry NukeX
- The Foundry Nuke Studio

#### 映画・ドラマ制作会社L'espace Film(レスパスフィルム)
- 制作担当
- アオイホノオ
- HK 変態仮面
- 明烏
- 薔薇色のブー子

## 現在放送中の番組技術担当作品

### 過去に放送された番組技術作品
- BSジャパン - ワカコ酒
- LaLa TV - 私たちがプロポーズされないのには、101の理由があってだな
- 日本テレビ - 裁判長っ!おなか空きました!
- TBSテレビ - 新解釈・日本史
- テレビ東京 - アオイホノオ
- TBSテレビ - 天魔さんがゆく
- TBSテレビ - コドモ警視
- テレビ東京 - 勇者ヨシヒコと悪霊の鍵
- 日本テレビ - ミューズの鏡
- TBSテレビ - コドモ警察
- テレビ東京 - 勇者ヨシヒコと魔王の城
- BS朝日 - しあわせロハス
- BS朝日 - いつも、ロハス日和
- 読売テレビ - プロゴルファー花
- 日本テレビ - さよならぼくたちのようちえん
- NHK教育テレビジョン - 夕陽ヶ丘の探偵団
- フジテレビ - 33分探偵

## 技術担当作品

### コマーシャル
- バンダイ 天装戦隊ゴセイジャー シリーズ
- 赤城乳業　ガリガリ君｢夏祭りﾁｮｺ2009｣篇/｢夏休み(ｿｰﾀﾞ)2009｣篇
- 京急空港線　「羽田へ一直線」篇
- サントリー　ウイスキー　「L'ART DV WHISKY JAPONAIS」
- サントリー　オールフリー 「これがいいのだ」篇
- サントリー　オールフリー　「海釣り」篇
- サントリー　オールフリー　「雪の温泉」篇
- サントリー　オールフリー　「草原」篇
- サントリー　海の日CM　「AWA'S」篇
- サントリー　コーヒー ボス 大人の流儀 「大人の語らい」篇
- サントリー 金麦　「花見」篇
- サントリー 金麦　「帰省」篇
- ショウワノート わくわく新学期シリーズ
- 日清　カップヌードル　「武蔵登場」篇
- 東日本旅客鉄道　MY FIRST AOMORI 「トーキョー」篇
- 東日本旅客鉄道　MY FIRST AOMORI 「ねぶた」篇
- 東日本旅客鉄道　MY FIRST AOMORI 「居酒屋」篇
- 東日本旅客鉄道　MY FIRST AOMORI 「はじめての日」篇
- 東日本旅客鉄道　MY FIRST AOMORI 「ねぶた」篇
- 東日本旅客鉄道　MY FIRST AOMORI 「恋」篇
- リクルート ゼクシィ 「Happy Wedding! ふたり」篇
- 資生堂 エリクシール ホワイト 「母校」篇, 「帰省」篇

### 映画
- 海街diary
- 罪の余白
- 明烏
- Mr.Children REFLECTION
- 女子ーズ
- 家路
- そして父になる
- もういちど
- 25 years of the fighting men’s chronicle 劇場版 エレファントカシマシ
- 薔薇色のブー子
- 映画『HK 変態仮面』
- 『俺はまだ本気出してないだけ』
- 『白い船』10周年記念デジタルリマスター版
- 劇場版 ミューズの鏡〜マイプリティドール〜
- LUNA SEA - LUNA SEA 3D IN LOS ANGELES
- A3D II ayumi hamasaki Rock'n Roll Circus Tour FINAL ～7days Special～
- Mr.Children / Split The Difference
- 探偵事務所5シリーズ
- THE3名様シリーズ
- ふるさとをください
- Academy
- トウキョウ・リビング・デッド・アイドル

### ミュージックビデオ
- 10 FEET / U
- AAA / BEYOND～カラダノカナタ
- AKB48 / 桜の花びらたち2008
- BoA / BUMP BUMP!
- B'z / さよなら傷だらけの日々よ
- B'z / BURN -フメツノフェイス-
- DOUBLE＆安室奈美恵 / BLACK DIAMOND
- Dragon Ash / wipe your eyes
- DREAMS COME TRUE / MERRY-LIFE-GOES-ROUND
- DREAMS COME TRUE / GOOD BYE MY SCHOOL DAYS
- DREAMS COME TRUE / ア・イ・シ・テ・ルのサイン 〜わたしたちの未来予想図〜
- EXILE / 優しい光
- EXILE / Someday
- EXILE / ふたつの唇
- GARI / RHYMERACER
- GARI / X-TREME
- GReeeeN / 刹那
- GReeeeN / 夜空のキセキ/キセキ
- Hey! Say! JUMP / 「ありがとう」　～世界のどこにいても～
- JUJU / やさしさで溢れるように
- KinKi Kids / 約束
- NYC / よく遊びよく学べ
- ORANGE RANGE / イケナイ大陽
- Perfume / VOICE
- PUFFY / boom boom beat
- RHYMESTER / 口から出まかせ
- sphere / REALOVE:REALIFE
- Spontania feat. JUJU / 君のすべてに
- Superfly / 愛をこめて花束を
- UNICORN / ひまわり
- UVERworld / AwakEVE TOUR '09
- UVERworld / UVERworld LAST Tour 2010
- UVERworld / GOLD
- V6 / スイング
- V6 / 星が降る夜でも
- VAMPS / MEMORISE
- VAMPS / PIANO DUET
- VAMPS / SWEET DREAMS
- YUI / It's all too much
- YUI / It's My Life
- YUI / Laugh away
- 安室奈美恵 feat.川畑要 / #1
- 安室奈美恵 / FAST CAR
- 安室奈美恵 / LOVE GAME
- 安室奈美恵 / The Meaning Of Us
- 安室奈美恵 / Break It
- 安室奈美恵 / LOVE GAME
- 安室奈美恵 feat.山下智久 / UNUSUAL
- 嵐 / 果てない空
- 嵐 / Crazy Moon〜キミ・ハ・ムテキ〜
- 嵐 / To be free
- いきものがかり / ブルーバード
- 宇多田ヒカル / Beautiful World-PLANiT b Acoustica Mix-
- 宇多田ヒカル / Prisoner Of Love
- ウルフルズ / 確かなこと
- ウルフルズ / 両方 FOR YOU
- 加藤ミリヤ / 20 - cry -
- 加藤ミリヤ / Last Love
- 黒木メイサ / 5 -FIVE-
- 黒木メイサ / Are you Ready
- 黒木メイサ / Like This Cutout
- ケツメイシ / ケツノポリス7
- 倖田來未 / In side fishbowl
- 倖田來未 / Lick me
- 倖田來未 / 走れ!
- 郷ひろみ / 愛してる/愛してはいけない人
- 米米CLUB / WE ARE MUSIC
- 米米CLUB / 御利益
- ザ・クロマニヨンズ / エイトビート
- 斉藤和義 / ずっと好きだった
- さだまさし / いのちの理由
- 椎名林檎 / メロウ
- 椎名林檎 / 流行
- シド / モノクロのキス
- シド / レイン
- シド / 嘘
- 清水翔太 / HOME
- 滝沢秀明 / With Love 滝沢演舞城
- タッキー&翼 / 愛はタカラモノ
- 土屋アンナ feat.AI / Crazy World
- 東京事変 / OSCA
- 東京事変 / キラーチューン
- 東京スカパラダイスオーケストラ / Routine Melodies
- 中川翔子 / ありがとうの笑顔
- 長渕剛 / 蝉 semi
- 浜崎あゆみ / Marionette
- 平井堅 / Sing Forever
- ヒルクライム / 春夏秋冬
- 松田聖子 / Love is all
- 松田聖子 / 涙がただこぼれるだけ
- 松田聖子 / 花びら舞う季節に
- マボロシ / 記念日 feat.さかいゆう
- 渡り廊下走り隊 / バレンタイン・キッス
- 黒木メイサ / LOL!
- 三代目J Soul Brothers / Best Friend's Girl
- 三代目J Soul Brothers / LOVE SONG
- 新垣結衣 / 陽のかげる丘
- 相対性理論 / LOVEずっきゅん
- 椎名林檎 / メロウ
- 東方神起 / BREAK OUT!
- 平井堅 / いつか離れる日が来ても
- 鈴村健一 / in my space

### ライブビデオ
- AAA / 「AAA Heart to TOUR 2010」DVD
- a-nation'09 LIVE DVD
- BOØWY / LAST GIGS COMPLETE DVD
- B'z / 「LIVE-GYM 2010"Ain't No Magic"」DVD
- B'z / 「LIVE-GYM Pleasure 2008」DVD
- Chara / BESTALBUM「SugarHunter」DVD
- DREAMS COME TRUE / 「WINTER FANTASIA 2009」DVD
- HY / 「MAGGY HAKODE TOUR 2008」LIVE DVD
- JUJU / 10.10.10 Special Live「Request」DVD
- KinKi Kids / CountDown Concert 2008-2009 in Kinki　DVD
- KREVA / CONCERT TOUR '07 K-ing DVD
- L'Arc〜en〜Ciel / Are you ready? 2007 DVD
- Mr.Children / "HOME" TOUR 2007 DVD
- Mr.Children / 「HOME-in the field-」LIVE DVD
- NEWS / 「DOME PARTY 2010」DVD
- REMIOROMEN / 「Wonderful & Beautiful TOUR 2008」DVD
- RHYMESTER / 「KING OF STAGE VOL.7」DVD
- UNICORN / 「ぶたぶた」初回生産限定DVD
- V6 / LIVE TOUR 2007「Voyager」DVD
- YUKI / LIVE "5-star" DVD
- 安室奈美恵 / 「BEST FICTION TOUR 2008-2009」DVD
- 稲葉浩志 / 「LIVE 2010 ～enⅡ～」DVD
- 奥田民生 / LIVE DVD「FANTASTIC TOUR 08」DVD
- 吉川晃司 / 「25th ANNIVERSARY GOLDEN YEARS TOUR 日本武道館」DVD
- 倖田來未 / 「LIVE TOUR 2010 ～UNIVERSE～」DVD
- 米米CLUB / 「komedia.jp」DVD
- 椎名林檎 / 「Ringo EXPO 08」DVD
- 椎名林檎 / 「座禅エクスタシー」LIVE DVD
- 東京事変 / 「live tour 2007 Spa&Treatment」DVD
- 東京事変 / 「live tour 2010 ウルトラC」DVD
- 浜崎あゆみ / 「COUNT DOWN LIVE 2009-2010 A」DVD
- ポルノグラフィティ / "ポルノグラフィティがやってきた" LIVE DVD
- 奥田民生 / FANTASTIC TOUR 08 DVD
- Mr.Children / 「Split The Difference」
- 倖田來未 / LIVE TOUR 2007 DVD
- 大塚愛 / 「LOVE LETTER TOUR 2009 at Yokohama Arena」DVD
- 浜崎あゆみ / 「ARENA TOUR 2009A～NEXT LEVEL～」DVD
- 米米CLUB /  K2C ENTERTAINMENT DVD BOX 米盛Ⅲ

### グラフィック・CG・VFX
MUSIC VIDEO
- 三代目J Soul Brothers / Best Friend's Girl
- 三代目J Soul Brothers / LOVE SONG
- YUI / It's all too much
- YUI / It's My Life
- 安室奈美恵 / LOVE GAME
- 安室奈美恵 / Break It
- 安室奈美恵 feat.山下智久 / UNUSUAL
- 東方神起 / BREAK OUT!
- sphere	/ REALOVE:REALIFE
- 鈴村健一 / in my space
- シド / モノクロのキス
- シド / 嘘
- シド / レイン
- 黒木 メイサ / LOL!
- Hey! Say! JUMP	/「ありがとう」〜世界のどこにいても〜
- GARI / RHYMERACER
- GARI / X-TREME
- B'z / さよなら傷だらけの日々よ

ライブ送出用映像
- UVERworld / AwakEVE TOUR '09
- UVERworld / UVERworld LAST Tour 2010

映画
- 罪の余白
- 明烏
- Mr.Children REFLECTION
- 明烏
- 女子ーズ
- もういちど
- 薔薇色のブー子
- 映画『HK 変態仮面』
- 『俺はまだ本気出してないだけ』
- 映画『俺はまだ本気出してないだけ』
- 『白い船』10周年記念デジタルリマスター版
- 劇場版 ミューズの鏡〜マイプリティドール〜
- A3D ayumi hamasaki ARENA TOUR 2009 A ～NEXT LEVEL～ 立体視用グラフィック
- A3D II ayumi hamasaki Rock'n Roll Circus Tour FINAL ～7days Special～ オープニングタイトル / 立体視用グラフィック
- 劇場版『ペ・ヨンジュン3D in 東京ドーム 2009』オープニングタイトル

TV・ドラマ
- テレビ東京 - アオイホノオ
- テレビ東京 - 勇者ヨシヒコと悪霊の鍵
- テレビ東京 - 勇者ヨシヒコと魔王の城
- 日本テレビ - ミューズの鏡
- TBSテレビ - コドモ警察
- BS朝日 - しあわせロハス

グラフィック等
- 「ムービースクエア」モーションCI

### 博覧会等イベント用映像
- 東京国際線旅客ターミナル“Planetarium Starry Cafe” ドーム映像「商環境」篇,「水」篇

### デジタルシネマパッケージ製作
- 「海街diary」
- 「そして父になる」
- 「Mr.Children REFLECTION」
- 「明烏」
- 「家路」
- 「HK 変態仮面」
- ドキュメンタリー映画「夢と狂気の王国」
- 「ベルセルク 黄金時代篇Ⅲ 降臨」
- 「ベルセルク 黄金時代篇Ⅱ ドルドレイ攻略」
- 「ベルセルク 黄金時代篇Ⅰ 覇王の卵」
- 「L’Arc～en～Ciel“20th L’Anniversary LIVE”」
- 「BACKSTREET BOYS: SHOW ‘EM WHAT YOU’RE MADE OF」
- 「劇場版プロレスキャノンボール2014l」
- 「振り子」
- 「摂氏100℃の微熱」
- 「忌野清志郎 ロックン・ロール・ショー The FILM ～＃１ 入門編～」
- ミュージカル 「テニスの王子様」 テニミュ映画祭2014
- Sound Horizon10周年特別企画『劇場版 The Assorted Horizons』
- 「ベイブルース ～25歳と364日～」
- 「NMB48げいにん！THE MOVIE リターンズ　卒業！お笑い青春ガールズ!!新たなる旅立ち」
- 「もういちど」
- 「薔薇色のブー子 」
- 「ファンキー加藤 / My VOICE ～ファンモンからの新たな未来へ～ 」
- 「バイロケーション 」
- ミュージカル「テニスの王子様」 テニミュ映画祭2013
- 「もらとりあむタマ子」
- 劇場版「パンドラ　ザ・イエロー・モンキー PUNCH DRUNKARD TOUR THE MOVIE 」
- 「KARASIA 2012 The 1st Concert IN SEOUL ‐3D‐」
- 「NMB48　げいにん！ THE MOVIE　お笑い青春ガールズ！」
- 「R-18文学賞 vol.2　ジェリー・フィッシュ」
- 「布袋寅泰 "GUITAR × SYMPHONY" in Theater」
- 「R-18文学賞 vol.1　自縄自縛の私」
- 「GLAY STADIUM LIVE 2012」
- ミュージカル「テニスの王子様」 テニミュ映画祭2012
- 「エンディングノート」

### サウンドデザイン
- TAMALA 2010

### フィルムスキャン(ARRISCAN)
映画
- 「そして父になる」
- 「海街diary」
- ガマの油　役所広司 監督作品
- 朱花の月　河瀬直美 監督作品

コマーシャル
- アサヒビール アサヒスーパードライドライプレミアム 「最高傑作、登場」篇、「松に立葵図」篇
- アサヒビール クリアアサヒプライムリッチ 「街灯りのふたり」篇
- サントリー BOSS 贅沢微糖　「会議室」篇、「空港」篇、「行列」篇、「電車」篇、「辞退」篇、「ボーリング大会」篇、「スワンボート」篇
- サントリー　BOSS 贅沢微糖 黒の微糖 「ふたつの意見 作業中A」篇、「ふたつの意見 作業中B」篇
- サントリー  BOSS 超 「20年かかって」篇
- サントリー BOSS 超　BOSS 贅沢微糖　「すべての人に」篇
- サントリー オランジーナ 「ムッシュ」篇、「カフェ」篇、「募金」篇、「ギャルソンのミス」篇、「別れのとき」篇、「告白のとき」篇、「プールの男」篇
- サントリー レモンジーナ 「レモンジーナあらわる」篇
- サントリー 黒烏龍茶 「チキン」篇、「とんかつ」篇
- HONDA 「負けるもんか（プロダクト）」篇*SoftBank 「会議室」篇　「渋谷」篇
- UNIQLO 「将来の夢」篇、「進化するユニクロ・ジーンズ」篇
- 積水ハウス 「吹奏楽部の少女」篇
- 大塚食品 MATCH 「青春と数学」篇、「青春と英語」篇
- NTT DOCOMO　スマートライフ　「親子のキャッチボール」篇
- JIM BEAM　「ローラ登場」篇
- JR東海 「そうだ京都行こう。春 総集編」
- キリンビバレッジ 午後の紅茶　「香り立て。日本の紅茶」篇、「つまみ食い」篇
- キリンビバレッジ 食事の生茶 「無人駅」篇
- 東京海上日動 「空港の別れ」篇、「町工場とロケット」篇
- システナ 「結婚式」篇
- 千寿製薬　NewマイティアCL　「マイティアCL ブランド35周年」 篇
- KOSE ESPRIQUE 「とろけるほど、大人リッチ」篇、「新しいクチビルで恋をする　LOVE ROUGE」篇
- ハーゲンダッツ 「凛デレ」篇、「キスより濃厚」篇、「この時間だれにもジャマさせない」篇
- JR東日本　行くぜ、東北 「青春よ走れ!」篇、「弘前の夜」篇、「只見線 カメラをもって」篇、「秋田五能線 白瀑にて」篇
- 三菱自動車 eKワゴン 「リヤビューモニター」篇、「息子とデート」篇
- 三井住友 トラスト不動産 「トラストさんからのごあいさつ」篇、「トラストさんの歌」篇、「見抜く」篇
- Sansan 「面識アリ」篇、「面識アリ その後」篇
- DUNLOP 「エナセーブは進化する」篇、「冬の山頭火」篇
- au 「竜宮城」篇、「海の声」篇、「ビーチフラッグ」篇
- ダイワハウス 「ここで、一緒に（野党）」篇、「ここで、一緒に（初雪）」篇
- TOYOTA CROWN 「若草色のクラウン」篇、「空色のクラウン」篇
- TOYOTA 新大河　「再会」篇、「首都高速」篇、「観覧車」篇
- TOYOTA ReBORN 「リボーン」篇、「出発」篇、「宇都宮・餃子」篇、「ヒッチハイク」篇、「ハワイアンズ」篇、「猪苗代湖」篇、「工場」篇、「石巻」篇、「喫茶店」篇、「大槌町」篇、「星空篇」篇
- LOTO7　「話は変わる」篇5話/6話
- 住友生命　「dear my family」篇、「dear my family 2015」篇
- キユーピー マヨネーズ90周年 「EVER NEW」篇、「10年先の自分になる」篇
- キユーピーハーフ　「ポテトサラダマジック」篇、「ドレスドエッグ」篇
- 日清食品 カップヌードル 「武蔵登場」篇
- LEXUS CT200hDEBUT 「DANCE with HIBRID」篇
- SoftBank 「SMAP・大移動」篇、「SMAP・大移動Ⅱ」篇
- PEPSI NEX 「エフェクト」篇
- 東京メトロ 「TOKYO WONDERGROUND スタート」篇
- 資生堂 MAQUILLAGE　「アカペラ純白肌」篇
- メットライフアリコ 「スヌーピーの飛行船～登場」篇

### ソフトウェア開発
Windows版ファイルコピーソフトFastCopyをMac OS X版へ移植
- Mac OS X用(Mac App Store) ベリファイ差分ファイルコピーアプリケーションRapidCopy
- Mac OS X用(一般販売、Amazon.com) ベリファイ差分ファイルコピーアプリケーションRapidCopyPro